# Base Luna chiama Terra
Base Luna chiama Terra (First Men in the Moon) è un film del 1964 diretto da Nathan Juran. È un adattamento del romanzo I primi uomini sulla Luna (The First Men in the Moon, 1901) di H. G. Wells.

## Trama
La prima spedizione sulla Luna degli anni sessanta scopre una bandiera britannica risalente alla fine dell'Ottocento.
Un  paziente di una casa di cura inglese sostiene di essere stato, all'insaputa di tutti, sulla Luna accompagnato dalla fidanzata e da uno scienziato di nome Joseph Cavor, in una spedizione avvenuta oltre sessant'anni prima.
Nell'incredulità generale, il paziente racconta con dovizia di particolari il viaggio reso possibile da una sostanza inventata  dal prof. Cavor, detta "Cavorite", la quale avrebbe annullato la gravità del veicolo spaziale costruito dallo stesso Cavor.
Giunto sulla Luna, il terzetto avrebbe incontrato una razza aliena, "i Seleniti"; dopo varie avventure con ogni tipo di creature, i due fidanzati torneranno fortunosamente sulla Terra con lo stesso veicolo, mentre il prof. Cavor deciderà  di restare con la razza aliena, che sarà però sterminata dal suo perenne raffreddore.

## Produzione
La sceneggiatura è opera del noto autore di fantascienza Nigel Kneale, già autore della celebre saga del Dottor Quatermass. Gli effetti speciali sono curati dall'animatore in stop-motion Ray Harryhausen.